# Lwin Moe
Lwin Moe (* 1970) je myanmarský fotograf a filmový herec, který třikrát získal cenu Myanmarské akademie.

## Životopis
Narodil se na ostrově Mergui na jižním konci Myanmaru. Otec dvou dívek Lwin Moe byl v roce 2005 „partnerem“ UNICEF pro Myanmar. Jeho dědeček je původem z Paňdžábu (Indie). Lwin Moe se věnuje herectví, zpěvu a fotografii. Je známý svými hereckými rolemi v komediálních filmech a také nazpíval několik písní. Kolem roku 2005 si dal pauzu od filmového byznysu. Bratr Lwina Moea Maung Thi je významný myanmarský režisér. Hercova manželka byla jednou z představitelek televize v Myanmaru. Jeho dcera Yun Waddy Lwin Moe je modelka a herečka. Lwin Moe působí také jako fotograf. 

## Filmografie
- Daughter And Mothers (1991)
- Sein Khaw Nay Tae A Chit (1994)
- Pan Thakhin (1996)
- Never Shall We Be Enslaved (1997)
- Yin Tae Ka Saung Yar Thi (1999)
- Maung Mu Paing Shin (2000)
- Pan Ta Pwint Phan Sin Chinn (2001)
- Thamee Mite (2001)
- Ta Khar Ka Ayeyarwady Nya Myar (2004)
- Myet Nhar Myar Tae Kaung Kin (2004)
- Stranger's House (2019)
- What Happened to the Wolf? (2021)